# Martin Neumeyer (Politiker)

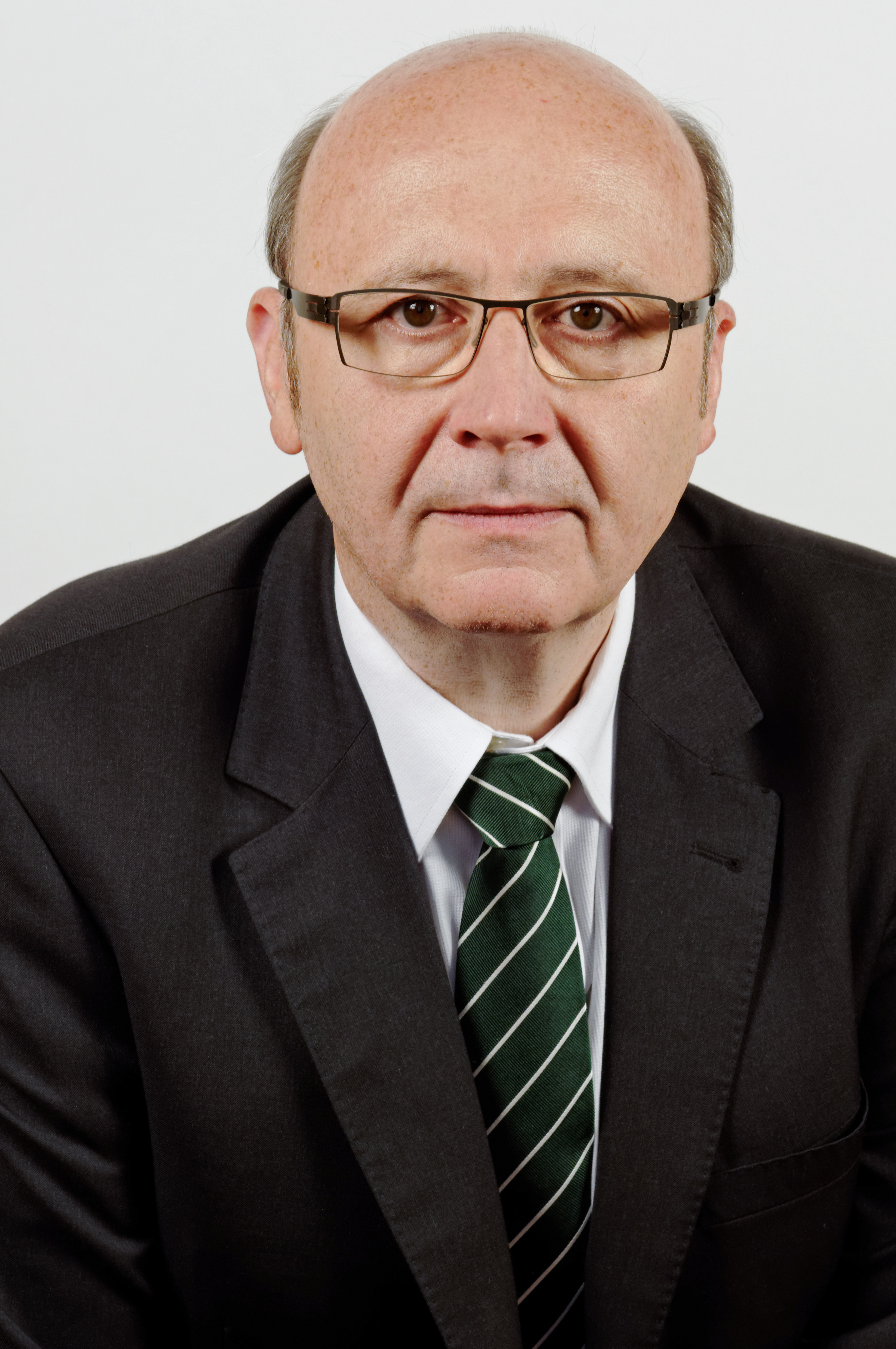
Martin Neumeyer (2012)

Martin Neumeyer (* 4. November 1954 in Abensberg) ist ein deutscher Politiker (CSU). Er ist seit dem 1. November 2016 Landrat des Landkreises Kelheim.

## Privatleben
Nach dem Besuch der Volksschule in Abensberg besuchte Neumeyer das Goethe-Gymnasium in Regensburg, wo er 1975 das Abitur erwarb. Anschließend studierte er an der Universität Regensburg sowie der Fachhochschule Regensburg Betriebswirtschaftslehre. Weiterhin absolvierte er eine Lehre als Koch und erwarb einen Meisterbrief als Restaurantmeister. Bis 2004 betrieb er in seiner Geburtsstadt Abensberg ein kleines Lokal mit Feinkostladen.
Neumeyer ist verheiratet und hat zwei Söhne. Er lebt nach wie vor in Abensberg. Neumeyer ist Mitglied der katholischen Studentenverbindung KStV Agilolfia Regensburg im KV.

## Politischer Werdegang
Neumeyer trat im Jahre 1972 in die CSU ein, 1975 in die Junge Union. Bei letzterer wurde er in der Folge Orts- und Kreisvorsitzender sowie Mitglied der Bezirksvorstandschaft. Von 1999 bis 2023 war er CSU-Kreisvorsitzender.
1984 wurde er in den Stadtrat von Abensberg gewählt, dem er bis zu seiner Wahl zum Landrat des Landkreises Kelheim im Jahr 2016 angehörte. Außerdem war er Kulturreferent der Stadt Abensberg. 1984 wurde er auch in den Kreistag des Landkreises Kelheim gewählt; 1996 wurde er dort stellvertretender Fraktionsvorsitzender. Von 1998 bis 2003 war er Mitglied des Bezirkstags von Niederbayern.
Seit dem 6. Oktober 2003 gehörte Neumeyer als Direktkandidat seines Stimmkreises Kelheim dem Bayerischen Landtag an. Bei der Landtagswahl 2008 und der Landtagswahl 2013 wurde er jeweils wiedergewählt. Gegenkandidaten waren u. a. Johanna Werner-Muggendorfer (SPD) und Andreas Fischer (FDP).
In der 15. Legislaturperiode war Neumeyer Mitglied in den Ausschüssen für Verfassungs-, Rechts- und Parlamentsfragen, für Hochschule, Forschung und Kultur sowie in der Datenschutzkommission. Seit 2008 ist er Mitglied im Ausschluss für Landwirtschaft, Ernährung und Forsten, sowie im Ausschuss für Umwelt und Gesundheit. Anfang 2009 wurde er zum ersten Integrationsbeauftragten der Bayerischen Staatsregierung ernannt. Dieses Amt übte er zunächst im Bayerischen Staatsministerium für Arbeit und Sozialordnung, Familie und Frauen und ab Juli 2015 in der Bayerischen Staatskanzlei bis zum Ausscheiden aus dem Amt am 31. Oktober 2016 aus.
Am 5. Mai 2014 wurde Neumeyer zum stellvertretenden Landrat des Landkreises Kelheim gewählt. Am 18. September 2016 kandidierte er zum dritten Mal um das Amt des Landrats und wurde bereits im ersten Wahlgang mit 51,3 % der Stimmen zum Nachfolger von Hubert Faltermeier gewählt, der aus Altersgründen nicht mehr angetreten war. Neumeyer trat das Amt am 1. November 2016 an. Gleichzeitig rückte Florian Hölzl für ihn in den Landtag nach.
Bei der Kommunalwahl 2020 wurde er in seinem Amt bestätigt.

## Auszeichnungen
Am 1. Februar 2019 wurde ihm die Bayerische Verfassungsmedaille in Silber verliehen.
Am 16. September 2020 wurde ihm die Bayerische Staatsmedaille für besondere Verdienste um die Umwelt sowie den Verbraucherschutz verliehen für seinen Einsatz um das Nationale Naturmonument Weltenburger Enge.
Am 9. Juli 2025 wurde ihm der Bayerische Verdienstorden verliehen.